# Przewoźnik

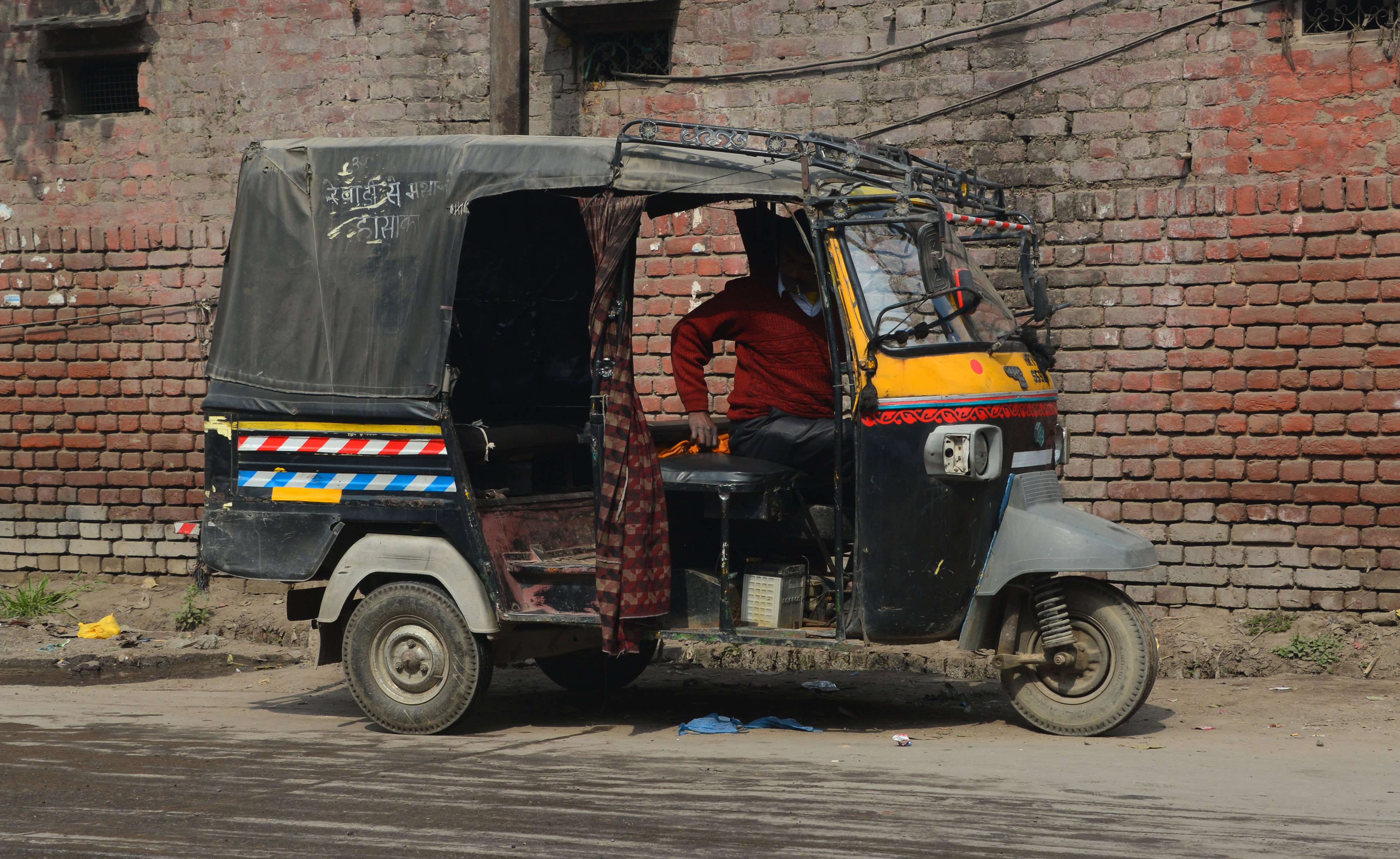
Prywatny przewoźnik w Indiach

Przewoźnik – osoba fizyczna lub prawna oferująca ogółowi społeczeństwa transport w ramach usług regularnych lub okazjonalnych.
W Polsce to przedsiębiorca uprawniony do prowadzenia działalności gospodarczej w zakresie przewozu osób na podstawie potwierdzenia zgłoszenia przewozu, a w transporcie kolejowym – na podstawie decyzji o przyznaniu otwartego dostępu.